# Gornje Gnojnice (Mostar)
Pour les articles homonymes, voir Gornje Gnojnice.
Gornje Gnojnice (en cyrillique : Горње Гнојнице) est un village de Bosnie-Herzégovine. Il est situé sur le territoire de la ville de Mostar, dans le canton d'Herzégovine-Neretva et dans la fédération de Bosnie-et-Herzégovine. Selon les premiers résultats du recensement bosnien de 2013, il compte 109 habitants.

## Démographie

### Évolution historique de la population
| 1948 | 1953 | 1961 | 1971 | 1981 | 1991 | 2013 |
| ---- | ---- | ---- | ---- | ---- | ---- | ---- |
| -    | -    | 445  | 564  | 579  | 526  | 109  |

|  |